# Ken Allen
Ken Allen (* 1971 im Zoo von San Diego; † 2000 ebenda) war der Name eines in der Öffentlichkeit überregional populär gewordenen Orang-Utans.

## Leben
Ken Allen wurde in Gefangenschaft im Zoo von San Diego geboren. Er hatte fünf Geschwister, seine Eltern stammten aus Borneo (siehe Borneo-Orang-Utan). In den 1980er Jahren gelang ihm dreimal hintereinander offenbar gezielt der Ausbruch aus dem Zoo. Seine Fähigkeit, die Zoowärter zu überlisten, aber auch seine Fügsamkeit nach dem Auffinden machten ihn in den Medien populär.
Die erfolgreichen Gehegeausbrüche brachten ihm den Spitznamen The Hairy Houdini in Anlehnung an den Entfesselungskünstler Harry Houdini ein. Es bildeten sich zahlreiche Fanclubs, die Merchandising mit Ken Allens Konterfei vertrieben und den Slogan Free Ken Allen propagierten. Der Musiker Dennis Gersten widmete ihm mit The Ballad of Ken Allen ein eigenes Lied.
Ken Allen erkrankte im Dezember 2000 an Krebs, woraufhin ihn der Zoo einschläfern ließ. Er wurde 29 Jahre alt.

## Fluchtversuche
Ken Allen unternahm drei erfolgreiche Fluchtversuche. Am 13. Juni 1985, am 29. Juli 1985 und erneut am 13. August 1985 brach er aus seinem Gehege aus und spazierte anschließend im Zoo umher. Er war nicht aggressiv gegenüber anderen Tieren, Zoobesuchern oder Zoowärtern. Letztere waren lange ratlos, wie es ihm gelungen war, die Sicherheitsmechanismen in seinem Gehege zu überwinden.
Den Versuch der Zoowärter, ihn offen oder als Touristen verkleidet zu überwachen, bemerkte Ken Allen und stellte seine Fluchtversuche zeitweilig ein. Später animierte Ken Allen auch die anderen Orang-Utans zu Fluchtversuchen. Der Zoo musste schließlich 40.000 US-$ dafür aufbringen, das gesamte Gehege mit neuen Sicherheitsvorkehrungen auszustatten.

## Nachweise
1. ↑  Alexandra Silver: Top 11 Zoo Escapes. In: Time. 24. Juni 2013 (time.com [abgerufen am 18. Oktober 2015]).
2. ↑  Tony Perry: San Diego Zoo’s Beloved Escape-Artist Ape Dies. In: Los Angeles Times. 2. Dezember 2000, ISSN 0458-3035 (latimes.com [abgerufen am 18. Oktober 2015]).
3. ↑  Kathie Bozanich: Los Angeles Times: Archives – Aping an Escape Artist 2 Orangutans Follow Mate’s Footsteps and Go ‘Awall’ From Zoo Enclosure. In: pqasb.pqarchiver.com. Abgerufen am 18. Oktober 2015.